# سارا بريفرمان
سارا بريفرمان (بالرومانية: Sara Braverman)‏ هي عسكري رومانية، ولدت في 1918 في بوتوشاني في رومانيا، وتوفيت في 10 فبراير 2013.